# 雷納·昂溫
雷納·昂溫 CBE （1925年12月23日—2000年11月23日）是英國出版商、作家，史坦利·昂溫之子，曾任喬治·艾倫與昂溫出版公司董事長。

## 生平
1925年12月23日出生於倫敦的漢普斯特德，為喬治·艾倫與昂溫創辦人史坦利·昂溫的四個兒子之一，排行第三。
昂溫童年時在父親的出版公司內擔任童書的試讀員，還能因此獲得小費。1936年，10歲的昂溫將J·R·R·托爾金的小說《哈比人歷險記》評為「對5歲至9歲之間的所有孩子有吸引力」，促使了這本小說的出版。
1944年至1947年間，他在英國皇家海軍後備隊服役。其後於牛津大學三一學院畢業，並在哈佛大學以傅爾布萊特學者身分完成英語碩士學位。
1951年，開始正式在父親創辦的喬治·艾倫與昂溫出版公司工作，起薪為每週35英鎊。曾經與父親共同經手《魔戒》的首次出版。在1968年父親去世後，接任公司董事長一職。1990年，喬治·艾倫與昂溫出版公司被哈潑柯林斯出版集團併購，昂溫對此表示反對，並辭職抗議。
2000年11月23日，在赫特福德郡伯克姆斯特德的一家臨終關懷醫院去世，享年74歲。

## 家庭
1952年與Carol Curwen結婚。兩人育有三個女兒和一個兒子。兒子梅林也從事出版業，起初在喬治·艾倫與昂溫工作，後創立自己的出版公司梅林·昂溫圖書（Merlin Unwin Books）。

## 著作
昂溫共撰有五本著作，包括《The Defeat Of John Hawkins》和《A Winter Away From Home》。

## 榮譽
- 1977年，獲授大英帝國勳章[6]。

## 外部連結
- 雷納·昂溫在互联网电影资料库（IMDb）上的資料（英文）